# Cooperativa Agrícola da Torre-Bela
Cooperativa Agrícola da Torre-Bela (1975) é um documentário de média-metragem de Luís Galvão Teles que descreve a vida e problemas de uma das mais célebres cooperativas agrícolas do PREC, no segundo ano da Revolução dos Cravos.

## Sinopse
Na sequência da Revolução dos Cravos, em pleno PREC, não são ilustradas as lutas da cooperativa Torre Bela.  Após a ocupação do latifúndio, abandonado pelos seus proprietários, os trabalhadores agrícolas organizam-se em modo cooperativo. São admitidos, em primeiro lugar, os trabalhadores mais necessitados, os até então mais explorados pelo fascismo, que dominou até à revolução. O projecto engloba propósitos educacionais, como o da recuperação de camponeses alcoolizados.
Para além da resolução dos problemas internos da cooperativa, localizada na região central do território português, pretendem os trabalhadores lutar contra os movimentos reaccionários, particularmente activos nessa região, que visam  travar o processo revolucionário nos campos.

## Enquadramento histórico
A obra, pelo seu propósito interventivo, enquadra-se na categoria de cinema militante, prática recorrente dos Kinoks portugueses da geração dos anos setenta. Em curtas, médias e longas-metragens, explorando os métodos do cinema directo, ocupando o seu espaço entre as obras pioneiras do novo cinema, o género prolifera no terreno fértil de Portugal, na segunda metade da década.

## Ficha técnica
- Realização –  Luís Galvão Teles
- Produção – Cinequanon
- Director de produção – Leonel Brito
- Formato – 16 mm p/b
- Género – documentário histórico (cinema militante)
- Duração – 55’
- Distribuição – Cinequanon

## Artigos relacionados
- As Armas e o Povo (colectivo)
- Cravos de Abril de Ricardo Costa
- Torre Bela (filme) de Thomas Harlan

- Cinema directo
- Cinema militante (ver: anos setenta)
- Novo Cinema

## Festivais
- Mostra de Cinema de Intervenção – Portugal 76 (Estoril)